# 杜拉姆
杜拉姆（Durame）是埃塞俄比亞東南部南方各族州坎巴塔滕巴羅地區的小鎮，座標7°14′N 37°53′E / 7.233°N 37.883°E，海拔2,101米。2003年，鎮內有24小時電力供應、電話和郵政服務、銀行和醫院。根據埃塞俄比亞中央統計局2005年人口普查的資料，杜拉姆總人口約為12,849人，其中男性6,461人，女性6,388人。